# Thomas Michael Rosica
Thomas Michael Rosica, C.S.B. (Rochester, Nova York, 3 de março de 1959) é um padre católico romano e um padre basiliano. Ele é autor, palestrante, e comentarista. Ele foi anteriormente Diretor Executivo (CEO) da Salt and Light Catholic Media Foundation, adido de mídia em língua inglesa da Sala de Imprensa da Santa Sé, e presidente da Assumption University em Windsor, Ontário, uma instituição católica romana associada à University of Windsor.